# Albi (Rapper)
Albi (* 1996 in Oschatz; bürgerlich Albion Musa) ist ein deutscher Rapper kosovo-albanischer Herkunft. Er ist Teil der Dresdener Rap-Crew KMN Gang und der jüngere Bruder von Azet.

## Leben
Albi fing bereits vor seinem Bruder Azet mit dem Rappen an, veröffentlichte aber lange Zeit nichts. Er war jedoch bereits in die Studioarbeiten seines Bruders involviert und wirkte im Hintergrund mit. Er gehörte damit schon länger zum Umfeld der Rapcrew KMN Gang. Im Januar 2019 wurde er schließlich als neues Mitglied der Rapcrew vorgestellt. Am 10. Juli 2020 veröffentlichte er zusammen mit Azet die Single Sin City, ein Vorbote auf das gemeinsame Kollaboalbum Fast Life 2, die Fortsetzung von Azets Debütalbum.
Das Album erschien schließlich am 18. September 2020 und erreichte Platz 3 der deutschen Charts.

## Diskografie

### Alben
| Jahr | Titel Musiklabel      | Höchstplatzierung, Gesamtwochen, AuszeichnungChartplatzierungen (Jahr, Titel, Musiklabel, Platzierungen, Wochen, Auszeichnungen, Anmerkungen) | Höchstplatzierung, Gesamtwochen, AuszeichnungChartplatzierungen (Jahr, Titel, Musiklabel, Platzierungen, Wochen, Auszeichnungen, Anmerkungen) | Höchstplatzierung, Gesamtwochen, AuszeichnungChartplatzierungen (Jahr, Titel, Musiklabel, Platzierungen, Wochen, Auszeichnungen, Anmerkungen) | Anmerkungen                                       |
| Jahr | Titel Musiklabel      | DE | AT | CH | Anmerkungen                                       |
| ---- | --------------------- | --- | --- | --- | ------------------------------------------------- |
| 2020 | Fast Life 2 KMN Gang  | DE3 (5 Wo.)DE | AT4 (4 Wo.)AT | CH2 (5 Wo.)CH | Erstveröffentlichung: 18. September 2020 mit Azet |
| 2022 | Meine Straße KMN Gang | DE14 (1 Wo.)DE | AT52 (1 Wo.)AT | CH10 (1 Wo.)CH | Erstveröffentlichung: 22. April 2022              |

### EPs
| Jahr | Titel Musiklabel          | Höchstplatzierung, Gesamtwochen, AuszeichnungChartplatzierungen (Jahr, Titel, Musiklabel, Platzierungen, Wochen, Auszeichnungen, Anmerkungen) | Höchstplatzierung, Gesamtwochen, AuszeichnungChartplatzierungen (Jahr, Titel, Musiklabel, Platzierungen, Wochen, Auszeichnungen, Anmerkungen) | Höchstplatzierung, Gesamtwochen, AuszeichnungChartplatzierungen (Jahr, Titel, Musiklabel, Platzierungen, Wochen, Auszeichnungen, Anmerkungen) | Anmerkungen                         |
| Jahr | Titel Musiklabel          | DE | AT | CH | Anmerkungen                         |
| ---- | ------------------------- | --- | --- | --- | ----------------------------------- |
| 2023 | Strada EP 1 Groove Attack | — | — | — | Erstveröffentlichung: 21. Juli 2023 |

### Singles
| Jahr | Titel Album              | Höchstplatzierung, Gesamtwochen, AuszeichnungChartplatzierungen (Jahr, Titel, Album, Platzierungen, Wochen, Auszeichnungen, Anmerkungen) | Höchstplatzierung, Gesamtwochen, AuszeichnungChartplatzierungen (Jahr, Titel, Album, Platzierungen, Wochen, Auszeichnungen, Anmerkungen) | Höchstplatzierung, Gesamtwochen, AuszeichnungChartplatzierungen (Jahr, Titel, Album, Platzierungen, Wochen, Auszeichnungen, Anmerkungen) | Anmerkungen                                           |
| Jahr | Titel Album              | DE | AT | CH | Anmerkungen                                           |
| --- | ------------------------ | --- | --- | --- | ----------------------------------------------------- |
| 2020 | Sin City Fast Life 2     | DE14 (2 Wo.)DE | AT25 (1 Wo.)AT | CH19 (2 Wo.)CH | Erstveröffentlichung: 10. Juli 2020 mit Azet          |
| 2020 | Zwei Fast Life 2         | DE14 (2 Wo.)DE | AT20 (2 Wo.)AT | CH15 (3 Wo.)CH | Erstveröffentlichung: 24. Juli 2020 mit Azet          |
| 2020 | Xhep Fast Life 2         | DE30 (2 Wo.)DE | AT36 (1 Wo.)AT | CH25 (2 Wo.)CH | Erstveröffentlichung: 7. August 2020 mit Azet         |
| 2020 | D&G Fast Life 2          | DE58 (1 Wo.)DE | AT75 (1 Wo.)AT | CH58 (1 Wo.)CH | Erstveröffentlichung: 28. August 2020 mit Azet        |
| 2020 | Zehnte Etage Fast Life 2 | DE18 (3 Wo.)DE | AT41 (1 Wo.)AT | CH40 (2 Wo.)CH | Erstveröffentlichung: 11. September 2020 mit Azet     |
| 2022 | Wir sehen uns in Haft –  | DE— aDE | — | — | Erstveröffentlichung: 28. Januar 2022                 |
| 2022 | Habibi –                 | DE66 (1 Wo.)DE | — | CH70 (… Wo.)CH | Erstveröffentlichung: 18. März 2022 mit Azet          |
| 2023 | Zu weit Strada EP 1      | DE— bDE | — | — | Erstveröffentlichung: 20. Juli 2023 feat. Azet        |
| 2023 | Modell S –               | DE— cDE | — | — | Erstveröffentlichung: 10. August 2023 Azet feat. Albi |
| 2024 | Arielle –                | DE— dDE | — | — | Erstveröffentlichung: 9. August 2024 feat. Azet       |
| Folgende Lieder erschienen nicht als Single, wurden aber durch das Album zum Download und Streaming bereitgestellt und konnten somit eine Platzierung erlangen: |                          | | | |                                                       |
| |                          | | | |                                                       |
| 2020 | Fast Life 2              | DE24 (5 Wo.)DE | AT17 (3 Wo.)AT | CH13 (3 Wo.)CH | Charteinstieg: 27. September 2020 mit Azet            |
| 2020 | Inshallah Fast Life 2    | — | — | CH80 (1 Wo.)CH | Charteinstieg: 27. September 2020 mit Azet            |